# Boletus edulis var. pusteriensis
Cèpe du Val Pusteria
Variété
Boletus edulis var. pusteriensis, auparavant Boletus pusteriensis, le Cèpe du Val Pusteria, est la forme à pores jaunes bleuissants du Cèpe de Bordeaux (Boletus edulis) appartenant au genre Boletus dans la famille des Boletaceae. Érigée auparavant en tant qu'espèce indépendante, cette forme très rare se distingue du B. edulis type par son hyménophore qui est jaune citrin dès le début et qui bleuit.

## Taxinomie
Le nom correct complet (avec auteur) de ce taxon est Boletus edulis var. pusteriensis Ferrarese & Simonini.

### Synonymes
Boletus edulis var. pusteriensis a pour synonyme :
- Boletus pusteriensis, Ferrarese & Simonini (1996)

### Phylogénie
Le Cèpe du Val Pusteria était d'abord considéré comme une espèce indépendante sous le nom de Boletus pusteriensis, avant que les analyses génétiques ne révèlent sa conspécificité avec Boletus edulis, ce qui a eu pour conséquence de le faire basculer au rang de forme de ce dernier.

### Étymologie
L'épithète spécifique pusteriensis fait réfèrence au Val Pusteria, où le taxon fut récolté et décrit pour la première fois.

## Description du Sporophore

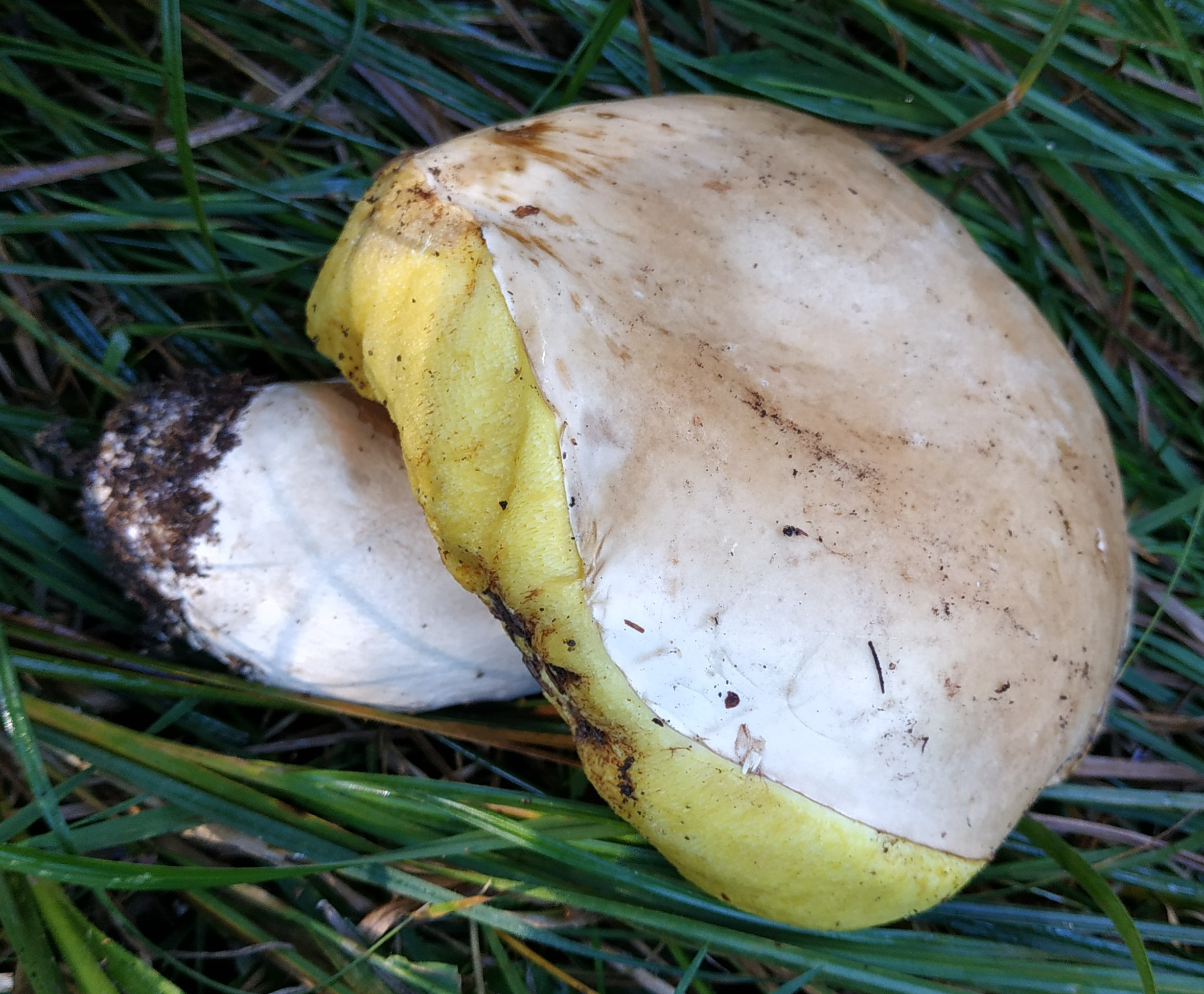
Boletus edulis var. pusteriensis

Les bolets sont des champignons dont l’hyménophore, constitué de tubes et terminés par des pores, se sépare facilement de la chair du chapeau. Ce chapeau d'abord rond, recouvert d'une cuticule, devient convexe à mesure qu’il vieillit. Ils ont un pied (stipe) central assez épais et une chair compacte. Les caractéristiques morphologiques de Boletus edulis var. pusteriensis, le Cèpe du Val Pusteria, sont les suivantes :
Son chapeau mesure de 10 à 18 cm, hémisphérique puis plan-convexe. Il est brun châtain, brun fauve, brun miel plus ou moins sombre, sans décoloration ; revêtement finement velouté, viscidule par temps humide et en vieillissant.
L'hyménophore présente des tubes et pores d'abord jaune citrin, puis jaune d'or vif, bleuissant au toucher, brun sordide par la suite.
Son stipe mesure 10 à 15 cm x 4 à 6 cm. Il est ventru puis cylindracé, à base blanche, un peu radicante; réseau de haut en bas (plus ou moins), noisette, puis concolore au chapeau.
La chair est blanche, rosissant légèrement dans le chapeau (très lèger bleuissement possible), immuable dans le stipe. L'odeur est un peu acidulée, désagréable. Sa saveur est douce.

### Caractéristiques microscopiques
Ses spores mesurent 13,5 à 15 μm x 4 à 5 μm.

## Habitat et distribution
En Europe, dans les alpages français, apennins, dans les hêtraies et les sapinières, sous Picea et Pinus. On le trouve à partir du milieu de l'été et jusqu'au milieu de l'automne. Très rare.

## Comestibilité
Étant de facto un Cèpe de Bordeaux, le Cèpe blanc est au même titre un bon comestible. Cependant, sa grande rareté devrait inciter à ne pas le consommer.

## Confusions possibles
Hemileccinum impolitum peut lui ressembler, mais ce dernier n'a pas de réseau et ses pores ne sont pas bleuissants.